# Drymeia segnis
Drymeia segnis är en tvåvingeart som först beskrevs av Holmgren 1883.  Drymeia segnis ingår i släktet Drymeia och familjen husflugor. Inga underarter finns listade i Catalogue of Life.